# Morris Graves
Morris Graves (eigentlich Maurice Cole Graves, * 9. Juli 1910 in Fox Valley, Oregon; † 5. Mai 2001 in Loleta, Kalifornien) war ein amerikanischer Maler und Zeichner. Er wird der „Northwest School“ der amerikanischen Nachkriegsmalerei zugerechnet.

## Leben und Werk
Graves zog bereits in seiner Kindheit in die Puget-Sound-Region bei Seattle. Er heuerte von 1929 bis 1931 als Schiffsjunge auf einem Ostasien-Frachter an und besuchte unter anderen Tokio und Shanghai. Er begann als Autodidakt zu malen, 1934 wandte er sich ganz der Malerei zu. Mit dem befreundeten Maler Guy Anderson (1906–1998) ließ er sich in Seattle nieder, wo er ein Atelier mietete. Bereits während seiner Reisen beschäftigte er sich mit dem Zen-Buddhismus, zu dessen immer intensiverem Anhänger er wurde. In den Jahren 1936 und 1937 arbeitete er für das Federal Art Project in Seattle und 1938 lernte er John Cage kennen, der an der Cornish College of the Arts unterrichtete. In den frühen 1940er Jahren diente er in der US-Armee.
Die Themen seiner meist in Tusche, Wachs und Tempera ausgeführten Arbeiten bezog er aus der Tierwelt und der Landschaften seiner Jugend um den Puget Sound. Nachdem er Mark Tobey kennengelernt hatte, wandte er sich kalligrafischen Darstellungen zu, in die er mythische Elemente einbezog. Diese Malerei wurde dem Abstrakten Expressionismus zugerechnet. 1946 bis 1947 lebte er – ermöglicht durch ein Guggenheim-Stipendium – fünf Monate in Honolulu, wo er auf die Einreise in das militärisch besetzte Japan wartete. Hier lernte er in der Honolulu Academy of Arts chinesische Ritualbronzen kennen, gab die Naturdarstellungen auf und schuf dort 50 Gemälde symbolistischen Inhalts; auch vertiefte er sich in die Zen-Philosophie.
Zu seiner künstlerischen Tätigkeit kam ein Interesse für das Bauen, zuerst baute er 1942 eine Hütte in Hidalgo der „Felsen“, nach dem Krieg ein Haus in Edmonds. Er lebte aber nicht immer dort, sondern reiste nach Mexiko, Japan und Europa.
Seit 1957 war Morris Mitglied der American Academy of Arts and Letters. 1994 wurde er in New York zum Mitglied (NA) der National Academy of Design gewählt. Ein Schüler von Graves war der US-amerikanische Künstler Fritz Bultman (1919–1985).

## Werke
- Finsternis über Deutschland, 1938, Bleistift und rote Tinte (aus der Nightfall-Serie), Museum of Modern Art, New York
- Sumpfschwan/Moor Swan, 1933, Öl, Seattle Art Museum, Seattle, Washington

## Ausstellungen
- 1947: Morris Graves, Willard Gallery, New York
- 1957: Acht amerikanische Künstler : Malerei und Plastik. Seattle Art Museum für den U.S. Informations-Dienst (Wanderausstellung in Deutschland)
- 1966: Morris Graves : a Retrospective, University of Oregon Museum of Art, Eugene, Oregon
- 1990: Morris Graves : Works of Fifty Years De Saisset Museum, Santa Clara, Kalifornien
- 1998: Morris Graves Paintings, 1931–97, Whitney Museum of American Art, New York, NY
- 2002/03: Klänge des inneren Auges, Kunsthalle Bremen; Museum of Glass, Tacoma; Foundation Beyeler
  - Besprechung: Renate Puvogel in: Kunstforum international. Bd. 160, 2002, ISSN 0177-3674, S. 373–376
- 2003: Morris Graves : Symbols & Reality, Tibor de Nagy Gallery, New York (Essay: Peter Selz)
- 2003: Northwest Mythologies: The Interactions of Mark Tobey, Morris Graves, Kenneth Callahan, Guy Anderson, Tacoma Art Museum

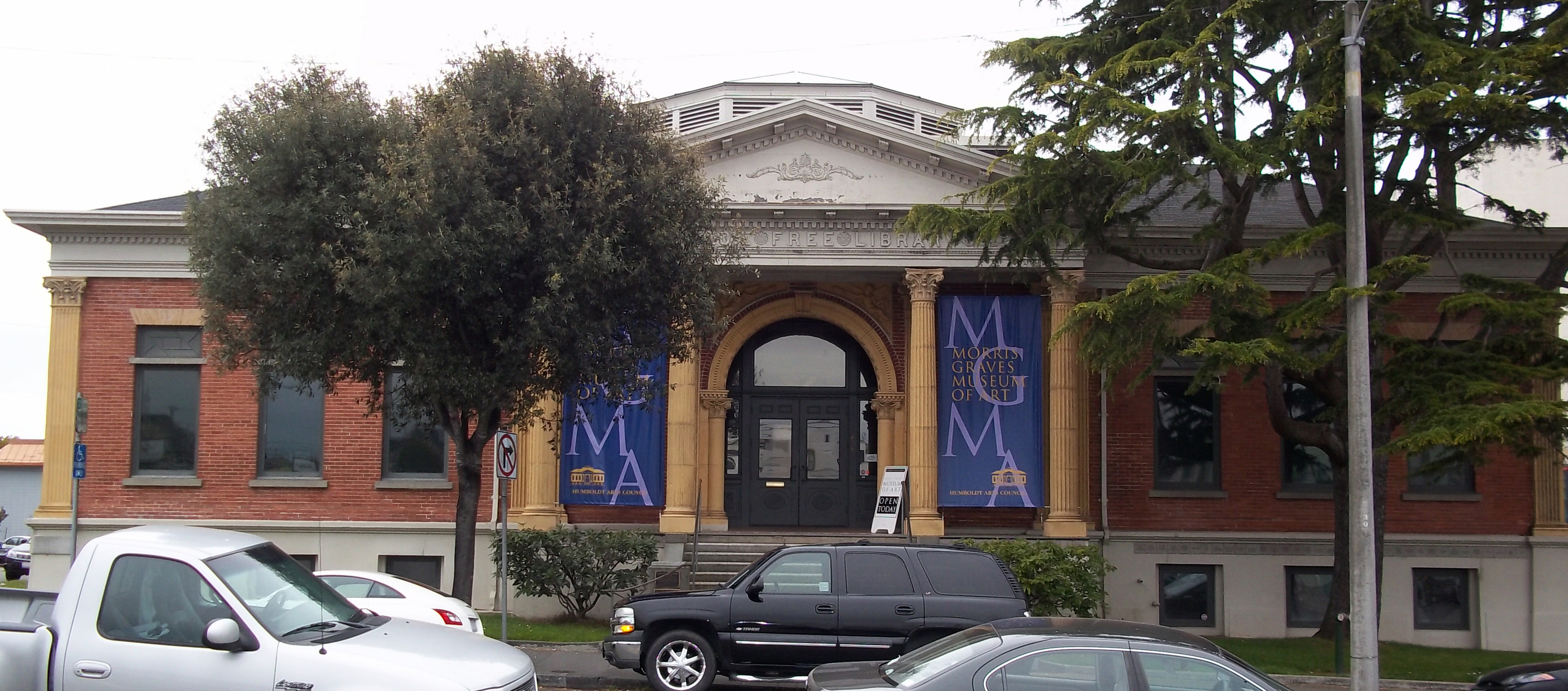
Das Morris Graves Museum in Eureka beinhaltet die persönliche Kunstsammlung von Morris Graves und viele seiner eigenen Werke.

## Öffentliche Sammlungen
Werke befinden sich in: Seattle Art Museum; Henry Art Gallery, Seattle, Washington; Los Angeles County Museum of Art u. a.